# Gianni Bonichon
Gianni Bonichon (* 13. Oktober 1944 in Nus, Aostatal; † 3. Januar 2010 in Aosta, Aostatal) war ein italienischer Bobfahrer.
Er nahm an den Olympischen Winterspielen 1972 in Sapporo, Japan teil und gewann im Viererbob zusammen mit Nevio De Zordo, Adriano Frassinelli und Corrado Dal Fabbro eine Silbermedaille.